# Kerkhof van Elsegem
Het Kerkhof van Elsegem is een gemeentelijke begraafplaats in het Oost-Vlaamse dorp Elsegem, een deelgemeente van Wortegem-Petegem. Het kerkhof ligt in het centrum van het dorp rond de Sint-Mauruskerk.

## Oorlogsgraven

### Britse graven
Aan de noordelijke zijde van de kerk liggen 4 Britse gesneuvelden uit de Eerste Wereldoorlog. Zij waren manschappen van de Durham Light Infantry en sneuvelden tijdens de gevechten die men voerde om de Schelde over te steken gedurende het geallieerde eindoffensief in oktober en november 1918. Hun graven worden onderhouden door de Commonwealth War Graves Commission en staan er geregistreerd onder Elsegem Churchyard.

### Frans graf
In de nabijheid van de Britse graven ligt het graf van de Franse soldaat Godio Pierre Marius die sneuvelde op 6 november 1918.